# Marek V (patriarcha Aleksandrii)
Marek V – prawosławny patriarcha Aleksandrii w latach 1425–1435.